# ActiveX
ActiveX [ˌæktɪvˈɛks] bezeichnet ein Softwarekomponenten-Modell von Microsoft für aktive Inhalte. ActiveX-Komponenten erweitern die Component-Object-Model-Standards (COM) von Microsoft.

## Nutzbarkeit
ActiveX ist nur innerhalb der Betriebssystemfamilie Windows nutzbar und erfordert die Verwendung eines COM-fähigen Webbrowsers, da ActiveX-Objekte bereits kompilierten und somit plattformabhängigen Maschinencode enthalten. Unter Windows sind die kompilierten ActiveX-Komponenten in der Regel in DLL- oder OCX-Dateien enthalten. Bis zur Einstellung des Internet Explorers für den Mac waren speziell für Mac OS und Mac OS X kompilierte ActiveX-Steuerelemente auch dort nutzbar.

## Einsatzgebiete
Es enthält Softwarekomponenten für andere Anwendungen, Makroprogrammierungen und Entwicklungsprogramme; sie können gleichermaßen in verschiedenen Programmiersprachen und Entwicklungsumgebungen verwendet werden. Einige Programme nutzen zum Beispiel den Internet Explorer zur Anzeige von Informationen. Die ActiveX-Komponente ActiveX Data Objects (ADO) dient zum Beispiel für den Zugriff auf Datenbanken.
Neben dem Internet Explorer, wo es oft eingesetzt wird, gibt es noch viele andere Einsatzgebiete. So wird die ActiveX-Technologie von Visual Basic (bis einschließlich Version 6.0) und dessen Ableger VBA ausgiebig genutzt – vorrangig zur Gestaltung der grafischen Benutzeroberfläche.
Auch Windows Live Hotmail verwendete ActiveX.
Für manuelle Aktualisierungen von Microsoft-Software (Microsoft Update) über den Internet Explorer wurde lange Zeit ActiveX eingesetzt.

## Kritik
Der Einsatz von ActiveX-Komponenten in Webbrowsern ist umstritten, da das ActiveX-Komponentenmodell keine eigenen Sicherheitsfunktionen vorsieht. Die Sicherheit muss daher von dem Entwickler der Komponente sichergestellt werden. ActiveX ist nicht etwa wie JavaScript oder Java in einer Sandbox isoliert, sondern läuft ungesichert auf dem Computer. Beispielsweise könnte man durch den Besuch einer entsprechend präparierten Webseite sensible Daten von der Festplatte lesen. Zudem lassen sich – durch die Kompatibilität zu COM – auch nicht speziell für Browser entwickelte Komponenten als ActiveX-Komponenten im Internet Explorer benutzen, was ein weiteres Sicherheitsproblem darstellt.

## Einstellung des ActiveX-Support
Microsoft Edge unterstützt kein ActiveX, womit Microsoft inoffiziell das Ende der ActiveX-Technologie angekündigt hat. Ebenso sind ab Microsoft Office 2024 ActiveX-Steuerelemente standardmäßig deaktiviert.